# Albert de Buxhövden
Albert de Buxhövden (alemany: Albert von Buxthoeven)  (Bexhövede, 1165 - Riga, 17 de gener de 1229) (també es pot trobar escrit com a Albert de Buxhoeveden, Buxthoeven, Buxhöwde, Albert von Apeldern) fou un bisbe de Livònia de 1199 a 1229, fundador de la vila de Riga, actual capital de Letònia.
Albert va encapçalar les forces armades que van convertir per la força la regió bàltica oriental a la fe catòlica, en el marc de la quarta croada que va permetre saquejar la capital de l'Imperi Romà d'Orient, Constantinoble.

## Biografia
Sorgit de la noblesa germànica, i destinat a seguir la carrera religiosa, és nomenat bisbe de Livònia pel seu oncle Hartwig II d'Utlede, arquebisbe de Bremen, en 1198 després de la mort del seu predecessor Berthold Schulte. El seu predecessor Meinhard de Holstein només s'havia ocupat de l'evangelització. Albert es preocupa a més dels aspectes econòmics de la futura colònia. Abans d'endegar l'expedició, Innocenci III una butlla on es confia la croada als prínceps germànics, i atorga als béns dels croats de Livònia el mateix règim que els de Palestina.
Al capdavant d'una flota de vint-i-tres navilis, es presenta el 1199 a la seva diòcesi i funda el 1201 la vila de Riga, més propera a la desembocadura del Daugava que Uxhüll, fundada per Meinhard. Per garantir-se l'exclusivitat del comerç bàltic amb la Lliga Hanseàtica, emet un interdicte de comerç a tots els ports bàltics llevat de Riga. En efecte, aquesta mesura prohibeix tota relació entre els afectats per l'interdicte i els cristians, a qui no els resta altra possibilitat que els habitants de Riga per comerciar.
En 1202, funda l'orde del Germans Livonians de l'Espasa a Dünamünde, amb l'objectiu d'assegurar la defensa de la colònia contra els livonians i de donar suport a l'evangelització de Livònia. En 1204, el papa Innocenci III atorga a l'orde el mateix estatut que a l'Orde del Temple. En 1207, l'emperador Felip de Suàbia reconeix Livònia com un principat de l'Imperi. A partir de 1219, entra en competència amb el rei Valdemar II, que s'instal·la a Estònia i contra el príncep rus de Polotsk, que vol fer valer els seus drets sobre el comerç al llarg del Daugava. Un relat de primera mà d'Albert es troba a la Crònica d'Enric de Livònia contemporània d'Enric de Livònia.
Durant tot el seu bisbat, és secundat per Teodoric de Treyden company de Meinhard de Holstein, que és mort davant Revel en 1220. Albert mor el 1229, però la seva obra feta serà duradora i quan l'Orde dels Germanas Livonians de l'Espasa és derrotada en la batalla de Saule, l'existència de la colònia no és posada en qüestió i els cavallers teutònics prendran el relleu.